# Alaíde Costa
Alaíde Costa Silveira Mondin Gomide OMC, mais conhecida como Alaíde Costa, (Rio de Janeiro, 8 de dezembro de 1935) é uma cantora e compositora brasileira.

## Carreira
A artista iniciou formalmente a sua vida profissional em 1955, ao assinar contrato de crooner com a casa noturna carioca Dancing Avenida, gravando no ano seguinte o primeiro dos mais de 20 discos de uma carreira que ultrapassa seis décadas. Nesta trajetória, participa da história da Música Popular Brasileira figurando entre os precursores da Bossa Nova; compondo com grandes nomes como Vinicius de Moraes, Johnny Alf e Antônio Carlos Jobim, gravando com integrantes do legendário Clube da Esquina; e imprimindo sua singularidade no cenário musical. Com voz suave e segura, pode ser considerada uma estilista da MPB e uma de suas maiores intérpretes, dona de um timbre personalíssimo, afinação sem deslizes e um repertório de extremo bom gosto.  
Alaíde atuou também como atriz em pelo menos dois momentos, recebendo em 2020 o prêmio de Melhor Atriz Coadjuvante no Festival de Gramado por sua atuação no filme Todos os Mortos, dos diretores Caetano Gotardo e Marco Dutra. Nos anos 60, participou do espetáculo teatral Os Monstros, de Denoy de Oliveira com direção de Ruth Escobar, ao lado do ator Raul Cortez. 
Por sua história e sua postura diante das dificuldades enfrentadas, Alaíde Costa também é considerada uma pioneira na luta pela emancipação da mulher negra na profissão de cantora popular no Brasil.

## Infância e shows de calouros
Nascida e criada no subúrbio carioca do Méier, a cantora é filha de Hermínio Silveira, que durante a infância da artista trabalhava como forneiro de padaria, e Manoela da Costa, dona de casa e lavadeira que pariu seis filhos, perdendo três meninas para a tuberculose antes que Alaíde pudesse conhecê-las. Era ainda menina quando os pais se divorciaram e mudou-se com a mãe e dois irmãos para o bairro Água Santa, onde sua rotina era escutar rádio em uma época em que o samba-canção dominava os programas musicais.    
Neste período, apesar de muito tímida, Alaíde canta sem parar enquanto realiza os afazeres domésticos e tem seu talento observado pelo irmão mais novo, que a inscreve em um concurso de calouros em um circo. Em seguida, ela passa a se apresentar em programas infantis de rádio, sendo eleita aos 13 anos a melhor cantora jovem no Sequência G3, da Rádio Tupi, apresentado por Paulo Gracindo. 
Também se destaca no A Raia Miúda, apresentado por Renato Murce na Rádio Nacional. Aos 16 anos, Alaíde trabalhava de babá de três crianças quando sua empregadora insistiu que participasse do programa Calouros em Desfile, apresentado por Ary Barroso na Rádio Tupi. Ela foi, interpretou Noturno em Tempo de Samba, de Custódio Mesquita e Evaldo Ruy, e recebeu nota máxima. Para a cantora, este episódio foi definitivo para que seguisse a carreira de cantora.    

## Discos e Bossa Nova
Alaíde seguiu participando de programas musicais no rádio até ser contratada pelo Dancing Avenida e, um ano depois, gravar seu primeiro disco (de 78 rpm), pela Mocambo, apresentando entre as músicas a Tens que Pagar, que compôs com Airton Amorim. No ano seguinte faz o segundo registro, pela Odeon, com o bolero Tarde Demais, de Raul Sampaio e Hélio Costa, profissionalizando-se também no rádio e nos estúdios de gravação. 
Durante uma das gravações feitas nos estúdios da Odeon, a voz de Alaíde chamou a atenção de João Gilberto, que pediu ao produtor Aloysio de Oliveira que a convidasse para ir a uma reunião de jovens artistas na zona sul do Rio por achar que o estilo da cantora tinha a ver com a música que eles estavam fazendo. João e Alaíde não chegaram a se encontrar na gravadora nem na casa do pianista Bené Nunes, onde ela teve contato, pela primeira vez, com os compositores que estavam criando as músicas da Bossa Nova - que nesta época nem tinha nome. 
Em 1959, ao lado de Sylvia Telles, Billy Blanco, Ronaldo Bôscoli, Carlos Lyra e Roberto Menescal participa do 1o Festival de Samba Session, no Rio de Janeiro. No livro Chega de Saudade: A História e as Histórias da Bossa Nova , o jornalista Ruy Castro relata que “(…) o grande sucesso da noite foi Alaíde Costa. Ela empolgou a multidão com ‘Chora Tua Tristeza’, de Oscar Castro-Neves e Luvercy Fiorini, que, meses depois, se tornaria a primeira canção ‘da bossa nova’ a estourar fora dos limites do movimento”.  
No mesmo ano, lança seu primeiro LP, Gosto de Você, e em 1960 apresenta o segundo, Alaíde Canta Suavemente. O repertório dos discos traz uma predominância de artistas bossa-novistas, como Tom Jobim, João Donato, Vinícius de Moraes, Roberto Menescal, Lyra e Bôscoli, para citar alguns. A partir do álbum seguinte, sem deixar de cantar bossa nova, Alaíde diversifica seu repertório, mantendo sempre sua marca, em que prevalecem canções românticas e dolentes, de ritmo lento e cadenciado.

## Composições e parcerias

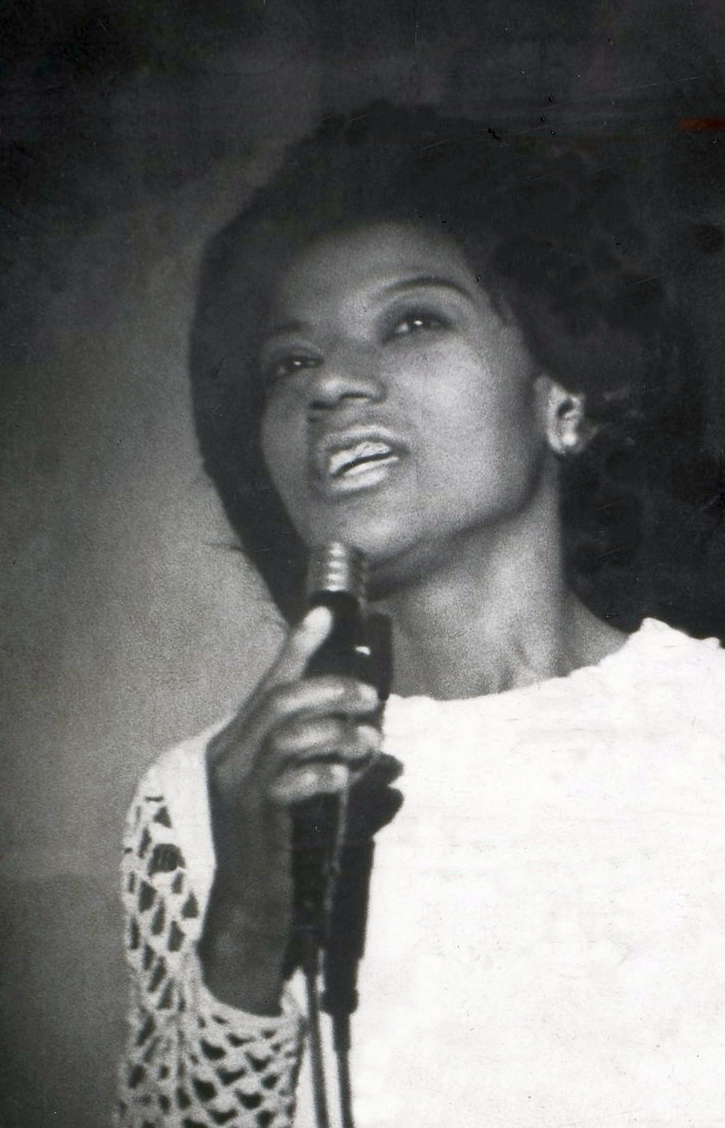
Alaíde em 1965, durante apresentação

É em 1963, um ano após se casar com o locutor Mário Lima e mudar para São Paulo, que apresenta a primeira música exclusivamente de sua autoria - Afinal, faixa que batiza o álbum lançado naquele ano. Além das canções próprias e das parcerias com Tom, Vinicius e Alf, Alaíde tem músicas criadas com Geraldo Vandré, Hermínio Bello de Carvalho e Paulo Alberto Ventura, entre outros. Em 2014, lançou Canções de Alaíde, totalmente dedicado aos trabalhos autorais. A artista compõe desde os 17 anos e, nas parcerias, assina as melodias, criadas ao piano.  
Ao longo da carreira também lança discos em duplas com outros artistas - o pianista João Carlos Assis Brasil, o guitarrista Toninho Horta e a cantora Claudette Soares são alguns exemplos destes trabalhos -, além de produzir álbuns exclusivamente dedicados às obras de Johnny Alf, Milton Nascimento, Hermínio Bello de Carvalho e Tom Jobim. 

## Sucesso e preconceito
Mesmo atuando sem parar e deixando sua marca em momentos históricos da MPB, Alaíde conquistou sucesso nacional em poucas ocasiões ao longo da carreira. Uma delas foi em 1964, ao se apresentar no programa O Fino da Bossa, em São Paulo, cantando Onde Está Você, de Oscar Castro Neves e Luvercy Fiorini. "No meio da apresentação, o público ficou de pé e começou a aplaudir. Foi emocionante. (...) Assim nasceu o hábito de aplaudirem a música no meio, antes isso não acontecia”, afirmou em entrevista à revista J.P.
Outro momento de grande repercussão ocorreu em 1972, com o lançamento do disco Clube da Esquina, de Milton Nascimento e Lô Borges, no qual ela canta com Milton a música Me Deixa em Paz, de Monsueto Menezes e Airton Amorim. 
No livro Chega de Saudade, Ruy Castro ressalta que, mesmo após ter adquirido relevância no cenário musical, “…Alaíde era perseguida pelo estigma que iria acompanhá-la por toda sua carreira: um mito entre os músicos e respeitada por todos os cantores, mas não tinha chances nas gravadoras”. Em entrevista à revista J.P em 2020, a cantora afirmou: “Até hoje batalho a minha carreira, ainda existe preconceito. O tipo de música que escolhi cantar trouxe dificuldades. Muitas vezes, ouvi: ‘Você tem que cantar uma coisinha mais alegre, samba’. Mas não me sinto à vontade”, afirma. “Na época, não tinha consciência, só percebi anos mais tarde. Mas águas passadas não movem moinhos."
Em outra entrevista, concedida ao The New York Times para um artigo publicado em 2020 sobre Johnny Alf, a cantora aponta que havia um racismo velado por parte de integrantes da bossa nova. O texto sustenta que a música de Johnny Alf já apresentava elementos que marcariam o gênero musical sete anos antes do lançamento do álbum Chega de Saudade, considerado o marco inicial bossa-novista, mas o artista não obteve reconhecimento público como pioneiro do movimento musical que ganharia o mundo. 
No artigo, Alaíde, cantora favorita de Alf, declara que nem ela nem ele percebiam a discriminação racial. “Quando o movimento começou, eu já era profissional. Era convidada para os encontros porque podia ajudar o movimento de alguma maneira” (...) “Mas quando a bossa nova explodiu, senti que não era mais necessária” 

## 'Lives' e novos discos
Em 2020, Alaíde Costa dedicou sua primeira apresentação com transmissão ao vivo pela internet - em razão do fechamento de casas de espetáculos por causa do coronavírus - à obra de Johnny Alf. A "live" emocionou o rapper Emicida e o produtor musical Marcus Preto a ponto de eles decidirem produzir um novo álbum de Alaíde Costa. O disco será de músicas inéditas, compostas especialmente para a cantora, por diversos nomes da MPB, como Francis Hime, Guinga, Ivan Lins, Joyce Moreno, Marcos Valle e Nando Reis. A ideia é que Emicida também escreva e cante uma música com ela. 
No dia em que completou 85 anos, 8 de dezembro de 2020, a cantora e compositora lançou O Anel – Alaíde Costa canta José Miguel Wisnik, pelo Selo Sesc. O álbum tem dez faixas, três das quais inéditas, e marca o reencontro com Wisnik, compositor da música Outra Viagem, que a intérprete defendeu na etapa paulistana do I Festival Universitário de Música Popular Brasileira (TV Tupi), em 1968. 
Seu disco Harmonias Que Soam e Ressoam foi escolhido pela Associação Paulista de Críticos de Arte como um dos 50 melhores álbuns nacionais de 2023.

## Discografia[20]
- Alaíde Costa, Uma Estela Para Dalva (Deck, 2025)
- E o Tempo Agora Quer Voar (Samba Rock Discos, 2024)
- O Que Meus Calos Dizem Sobre Mim (Samba Rock Discos, 2022)
- O Anel – Alaíde Costa canta José Miguel Wisnik - (Sesc, 2020)
- 60 Anos de Bossa Nova - Claudette Soares e Alaíde Costa (Kuarup, 2018)
- Porcelana (Independente, 2016) (com Gonzaga Leal)
- Alegria é Guardada em Cofres, Catedrais, com Toninho Horta (Independente, 2015)
- Canções de Alaíde (Nova Estação, 2014)
- Alaíde Canta Johnny Alf - Em Tom de Canção (Lua Music, 2011)
- Alaíde Costa & Fátima Guedes ao vivo (Jóia Moderna, 2011)
- Amor Amigo - Alaíde Costa Canta Milton (Lua Music, 2008)
- Voz & Piano, com João Carlos Assis Brasil João Carlos Assis Brasil (Lua Music, 2006)
- Tudo o que o tempo me deixou (Lua Discos, 2005)
- Rasguei Minha Fantasia (JAM Music, 2001)
- A Música Brasileira Deste Século Por Seus Autores e Intérpretes - Alaíde Costa (SESC-SP, 2000)
- Alaíde Costa & João Carlos Assis Brasil (Movieplay, 1995)
- Amiga de verdade (Independente, 1988)
- Falando de amor (CID, 1987)
- Águas vivas - Alaíde Costa canta Hermínio Bello de Carvalho (Vento de Raio, 1982)
- Coração (EMI/Odeon, 1976)
- Alaíde Costa (Coronado/Odeon, 1975)
- Alaíde Costa & Oscar Castro Neves (Odeon, 1973)
- Alaíde Costa (Som Maior, 1965)
- Afinal... (AudioFidelity, 1963)
- Jóia Moderna (RCA Victor, 1961)
- Canta Suavemente (RCA Victor, 1960)
- Gosto de Você (RCA Victor, 1959)

## Discos coletivos
- Elas cantam Paulinho da Viola (Lua Music, 2009) (com Fabiana Cozza, Célia (cantora), Myllena e Cida Moreira)
- Sidney Miller (Funarte, 1983) (com Zé Luiz Mazziotti e Zezé Gonzaga)

## DVD
- A dama da canção (Nova Estação/Canal Brasil, 2018)

## Participações
- "Me Deixa Em Paz" com Milton Nascimento, no LP Clube Da Esquina (Odeon, 1972)
- "A Cor do Mar", no CD Dia de Jogo (Independente, 2016)
- "Morrer de amor", no CD Uma noite para Maysa (Lua Music, 2011)
- "Promessas", no CD Rubens Lisboa por tantas vozes (Discobertas, 2011)
- "Infidelidade", no CD Ataulfo 100 anos (Lua Music, 2009)
- "Demais", no CD Essa chama que não vai passar (Biscoito Fino, 2007)